# Senta
Senta (in serbo Сента?; in ungherese e in romeno Zenta) è una città della Serbia settentrionale, municipalità del distretto del Banato Settentrionale nel nord-est della provincia autonoma della Voivodina. È situata nella regione geografica del Banato.

## Storia
La città è famosa negli annali della storia per la Battaglia di Zenta, combattuta l'11 settembre 1697 tra l'esercito imperiale guidato dal Principe e feldmaresciallo Eugenio di Savoia contro l'esercito ottomano.

## Amministrazione

### Gemellaggi
- Hódmezővásárhely, dal 1968[2]
- Gödöllő